# Caliris
Caliris es un género de mantis de la familia Tarachodidae. Este género cuenta con 4 especies.

## Especies
- Caliris elegans (Giglio-Tos, 1915)
- Caliris masoni (Westwood, 1889)
- Caliris melli (Beier, 1933)
- Caliris pallens (Wang, 1993)